# Bitwa pod Warszawą (1705)

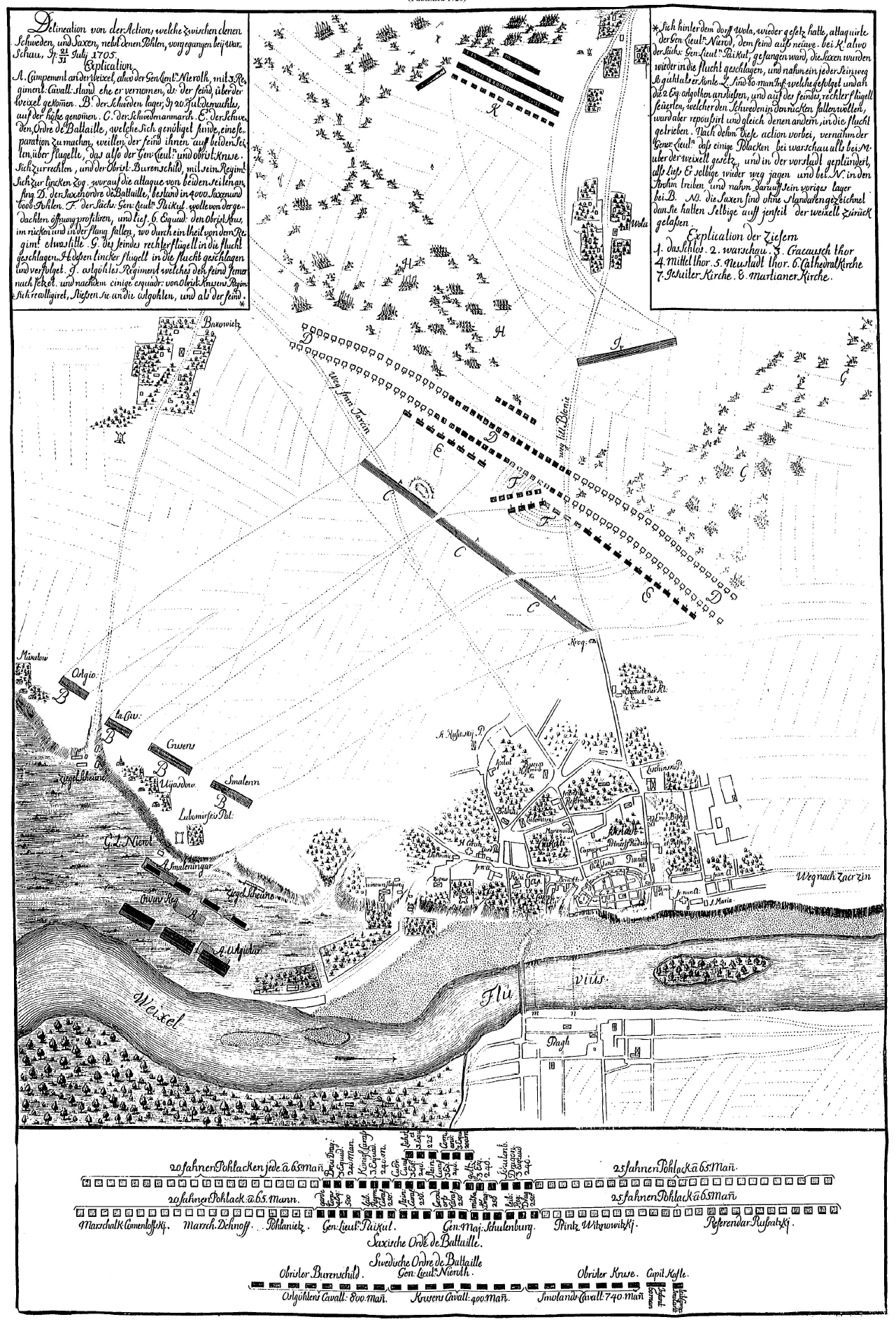
Plan bitwy pod Warszawą z dzieła Theatrum Europeanum, t. 17, 1720

Bitwa pod Warszawą – starcie zbrojne, które miało miejsce 31 lipca 1705 roku podczas wojny północnej pomiędzy połączonymi wojskami sasko-polsko-litewskimi pod dowództwem Otto Arnold von Paykulla a Szwedami pod dowództwem Karla Nierotha, ściągniętymi do Warszawy dla zabezpieczenia koronacji wojewody poznańskiego Stanisława Leszczyńskiego na króla Polski przez konfederatów warszawskich.

## Geneza
Po śmierci szwedzkiego króla Karola XI w 1697, w 1699 r. Dania, Saksonia (a zarazem Polska i Litwa przez osobę króla Augusta II), Rosja i Brandenburgia zawarły sojusz, którego celem było odzyskanie utraconych terytoriów w czasie poprzednich wojen ze Szwecją. Wbrew przewidywaniom nowy król szwedzki Karol XII bardzo szybko wyeliminował z wojny Danię, rozbił Rosjan w bitwie pod Narwą i ruszył w pogoń za wojskami saskimi w głąb terytorium Rzeczypospolitej, zajmując bez walki Warszawę. Stronnicy króla zawiązali konfederację sandomierską 29 stycznia 1704 roku. 16 lutego 1704 roku zawiązano antysaską konfederację warszawską detronizując króla Augusta II i ogłaszając bezkrólewie. 13 lipca 1704 pod osłoną wojsk szwedzkich ogłoszono Stanisława Leszczyńskiego królem, co było uzurpacją, bowiem król w Rzeczypospolitej mógł być wybrany tylko w wolnej elekcji.
Dla ochrony konfederacji warszawskiej przybywa gen. Karl Nieroth z czterema regimentami: 3 kawalerii (1 940 ludzi) i oddziałem piechoty (60 ludzi), które stanęły obozem na Ujazdowie. Nieroth nie mógł liczyć na żadne wsparcie – wojska Karola XII obozowały w tym czasie pod Rawiczem. Obóz został rozbity poniżej skarpy wiślanej, a dojścia do obozu prowadziły dzisiejszymi ulicami Agrykola, Myśliwiecką i Górnośląską.
Wiedząc o słabości sił szwedzkich na Warszawę rusza znad Bugu gen. Otto Arnold von Paykull z 12 oddziałami jazdy saskiej (3 500 ludzi – głównie kirasjerzy i dragonia), licząc na wsparcie sił polsko-litewskich liczących 50 chorągwi jazdy litewskiej i 40 chorągwi jazdy koronnej (każda chorągiew po 65 ludzi – razem 6 000 jazdy), którymi dowodzili marszałkowie konfederacji sandomierskiej m.in. starosta radomski Stanisław Chomętowski, referendarz koronny Stanisław Mateusz Rzewuski, hetman polny koronny Adam Mikołaj Sieniawski, hetman polny litewski Michał Serwacy Wiśniowiecki i łowczy wielki litewski Stanisław Ernest Denhoff.
Szwedzki generał otrzymał informację o zbliżaniu się wroga, jednak nie wiedział, którą z przepraw zabezpieczyć – w okolicach Góry, Karczewa, Kazunia czy Zakroczymia. Niesprzyjający dla Szwedów był także niski stan wody w Wiśle spowodowany długotrwałymi upałami, przez co kawaleria mogła podjąć próbę przeprawy także w innym miejscu. 28 lipca na drugi brzeg zostały wysłane 2 podjazdy szwedzkie do obserwacji ruchów sił wroga.
W nocy z 29 na 30 lipca pod Kazuniem został rozbity oddział pod dowództwem pułkownika Klasa Bondego, co saski generał Otto Arnold von Paykull potraktował jako zwycięstwo, przedwcześnie informując króla Augusta II o rozbiciu Szwedów, rozproszeniu konfederatów i ściganiu Nierotha. Wojska saskie przekroczyły Wisłę pod Kazuniem i ruszyły w kierunku Warszawy przez Młociny i Bielany.
Po południu 30 lipca gen. Nieroth ogłosił wymarsz z obozu na Ujazdowie i zatrzymał się na wzniesieniach pomiędzy Bielanami a dzisiejszą ul. Stawki, jednak nie doczekawszy się na wroga wrócił na noc do Ujazdowa. W nocy siły sasko-polsko-litewskie przybyły pod Warszawę i obchodząc Warszawę zostały rozstawione na pozycjach na lewym brzegu rzeki Drny, pomiędzy dzisiejszymi dzielnicami Wola i Ochota.

## Bitwa
Oddziały sasko-polsko-litewskie zajęły obszar pomiędzy dzisiejszym skrzyżowaniem Młynarskiej i Sołtyka (Powązki) a Szczęśliwicką i Szujskiego (Szczęśliwice).
Wojska saskie ustawione zostały w centrum w 3 liniach po 1 750 ludzi w pierwszej linii (6 oddziałów), 1 440 ludzi w drugiej linii (6 oddziałów) i w trzeciej ustawiono odwody – 2 regimenty kirasjerów (425 ludzi). Na prawym skrzydle stanęło 40 chorągwi polskich w 2 liniach, razem 2 600 jazdy pod dowództwem Denhoffa i Chomętowskiego, na lewym zaś 50 chorągwi litewskich w 2 liniach, razem 3250 jazdy pod dowództwem Wiśniowieckiego i Rzewuskiego. Razem 6 000 wojsk polsko-litewskich i ponad 3 500 saskich na odcinku 1400 metrów.
O wschodzie słońca 31 lipca 1705 gen. Nieroth rozstawił swoje oddziały w jednej linii w oparciu o wzniesienie terenu w rejonie dzisiejszych ulic Okopowej i Towarowej na prawym brzegu Drny. Lewe skrzydło oparte było o dzisiejsze tory kolejowe w rejonie dworca Warszawa Główna, prawe o Al. „Solidarności” róg Żelaznej – razem prawie 2 000 jazdy na odcinku 700 metrów, z 2 pikietami piechoty w Warszawie (60 ludzi).
Pierwsze potyczki zaczęły się ok. godziny 8 rano. Kilka lekkich chorągwi polskich ruszyło w kierunku Warszawy i weszło w rejon Wielopola i starło się ze szwedzką piechotą w rejonie ulicy Długiej przy Arsenale. Po odparciu Polaków Szwedzi ruszyli do ataku, jednak zostali zmuszeni do wycofania się na Ujazdów.
W tym czasie Nieroth posunął wojska w kierunku nieprzyjaciela i zauważył silne jego zgrupowanie na prawym skrzydle, którego zamiarem było okrążenie lewego skrzydła szwedzkiego. Atak pod dowództwem Chomętowskiego przełamuje szwedzkie szyki, któremu na pomoc rusza kawaleria Nierotha z centrum. W powstałą lukę na lewym skrzydle szwedzkim wdzierają się Polacy, co widząc Nieroth cofa swoją kawalerię na poprzednią pozycję. 6 polskich szwadronów husarii Chomętowskiego atakuje Szwedów od tyłu i z flanki, jednak ci je wytrzymują i podejmują działania zaczepne, zmuszając oddziały sasko-polsko-litewskie do wycofania. Odcięci przez Szwedów od oddziałów sasko-polskich Litwini uciekają z pola walki w kierunku Górc i dalej w kierunku Puszczy Kampinoskiej, ścigani przez szwedzką jazdę.
W zaciekłych walkach w rejonie wsi Wola i Odolan Szwedzi zmuszają oddziały sasko-polskie do wycofania się z pola bitwy, na którym zostaje tylko chorągiew husarska Chomętowskiego i Szwedzi, wkrótce zmuszając i jego do opuszczenia pola boju.

## Po bitwie
Trwająca ok. 6 godzin bitwa głównie kawaleryjska przyniosła obu stronom znaczne straty, lecz główny cel wojsk wiernych królowi Augustowi II nie został osiągnięty. W ręce szwedzkie wpadł saski dowódca – generał Otto Arnold von Paykull, wkrótce stracony za zdradę. W Warszawie zebrał się sejm konfederacki i w październiku koronowany został Stanisław Leszczyński. Pomimo znacznej przewagi sił sasko-polsko-litewskich Szwedzi osiągnęli zdecydowane zwycięstwo, co zawdzięczali nie tylko przewadze jakościowej nad wrogiem (weterani jednej z najnowocześniejszych armii Europy), ale także nieudolnemu dowodzeniu wojsk nieprzyjaciela – praktycznie chorągwie litewskie nie wzięły udziału w walce, co miało być skutkiem kłótni między dowództwem polskim i litewskim.